# Орден Короны (Нидерланды)
Орден Короны (нидерл. Kroonorde) — орден Нидерландов.

## История
30 ноября 1969 года королева Нидерландов Юлиана приняла решение о реорганизации ордена Оранского дома, с целью приведения его в соответствие с духом равенства, царившего в голландском обществе. В результате, в числе других наград, появился орден Короны.
Орден принадлежит Королевскому дому, поэтому награждение производится монархом по своему усмотрению, без консультаций с правительством.
Он предназначен (в соответствии со статьёй 13 Устава ордена) «для тех иностранцев, которые особенно отличились на службе короля Нидерландов и его дома». Существует серебряная медаль в честь государственных визитов.

## Классы
Орден имеет следующие классы:
- Большой крест (нидерл. Grootkruis)
- Большой почётный крест со звездой (нидерл. Groot Erekruis met plaque)
- Большой почётный крест (нидерл. Groot Erekruis)
- Почётный крест с розеткой (нидерл. Erekruis met rozet)
- Почётный крест (нидерл. Erekruis)
- Золотая медаль (нидерл. Medaille in goud)
- Серебряная медаль (нидерл. Medaille in zilver)
- Бронзовая медаль (нидерл. Medaille in brons)

## Описание
Знак ордена состоит из латинского креста белой эмали округлой формы, наложенного на золотой лавровый венок с белой эмалью. В центре креста, покрытый эмалью золотой медальон, с золотым геральдическим символом Оранской династии — синим рогом на красном фоне.
Лента оранжевая (цвет Голландии) по краям, с каждой стороны, красно-бело-голубая полоса (цвета флага Нидерландов).